# Altenmarkt an der Alz

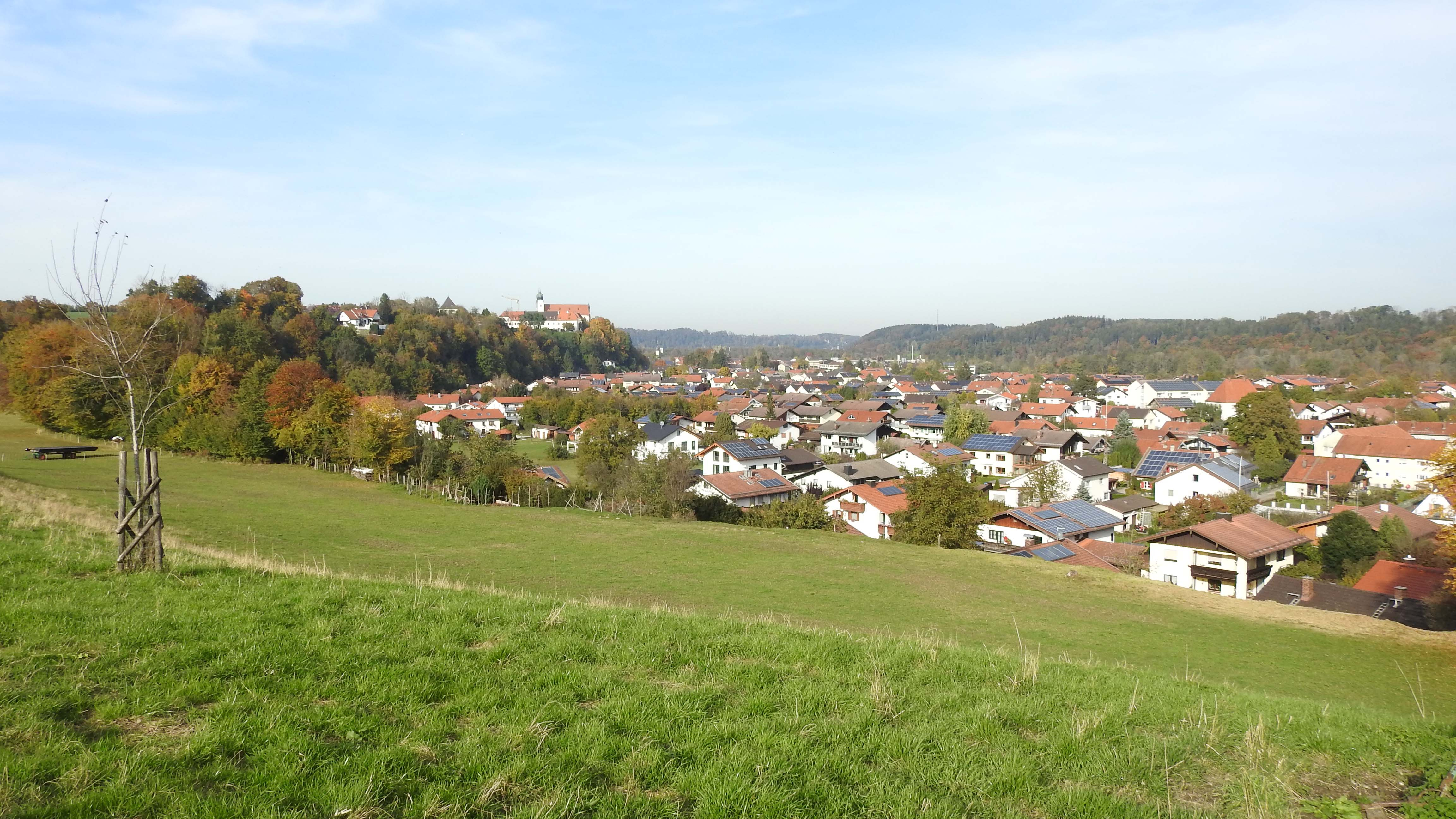
Altenmarkt an der Alz mit Kloster Baumburg von Süden

Altenmarkt an der Alz (amtlich: Altenmarkt a.d.Alz) ist eine Gemeinde im oberbayerischen Landkreis Traunstein. Ihren Namenszusatz verdankt sie der Alz, dem Abfluss des Chiemsees und Nebenfluss des Inn, die durch das Gemeindegebiet fließt.

## Geografie
Altenmarkt liegt am Zusammenfluss der Flüsse Alz und Traun. Die Entfernung zur Kreisstadt Traunstein beträgt ungefähr 18 Kilometer, zur Landeshauptstadt München etwa 82 Kilometer, nach Landshut rund 91 Kilometer, nach Passau annähernd 115 Kilometer.

### Gemeindegliederung
Es gibt 42 Gemeindeteile:
- Altenmarkt a.d.Alz
- Au
- Baumburg
- Berg
- Bromberg
- Diepling
- Dorfen
- Dorfreit
- Entfelden
- Epping
- Forst
- Frühling
- Garsch
- Ginzing
- Glött
- Grassach
- Hasenbichl
- Hundsöd
- Irling
- Kalkgrub
- Kirchberg
- Kothöd
- Kreidlberg
- Laufenau
- Massing
- Massingmühle
- Neustadl
- Nock
- Oberhilgen
- Oed
- Offling
- Rabenden
- Rupertsdorf
- Sankt Wolfgang
- Scharten
- Simmerreit
- Stumpfering
- Thalham
- Unterhilgen
- Viehhausen
- Wies
- Zieglstadl

## Geschichte

### Bis zur Gemeindegründung
Der Ort Altenmarkt an der Alz erhielt seinen Namen nach der Gründung des nördlich in unmittelbarer Nachbarschaft gelegenen „neuen“ Marktes Trostberg vor etwa 750 Jahren. Er war jahrhundertelang eine von kleinem Handwerk geprägte Siedlung zu Füßen des Klosters Baumburg. Außerdem war Altenmarkt durch seine Lage am Übergang über die Alz, wo der Ort die Funktion eines Zoll- und Handelsplatzes erfüllte, von Bedeutung. Der Ort war Teil des Kurfürstentums Bayern und bildete eine geschlossene Hofmark des Klosters. Um 1803 endete die Grundherrschaft des Klosters Baumburg. Im Zuge der Verwaltungsreformen in Bayern entstand mit dem Gemeindeedikt von 1818 die politische Gemeinde.

### Eingemeindungen
Die Gemeinde Rabenden wurde im Zuge der Gemeindegebietsreform am 1. Januar 1975 eingegliedert.

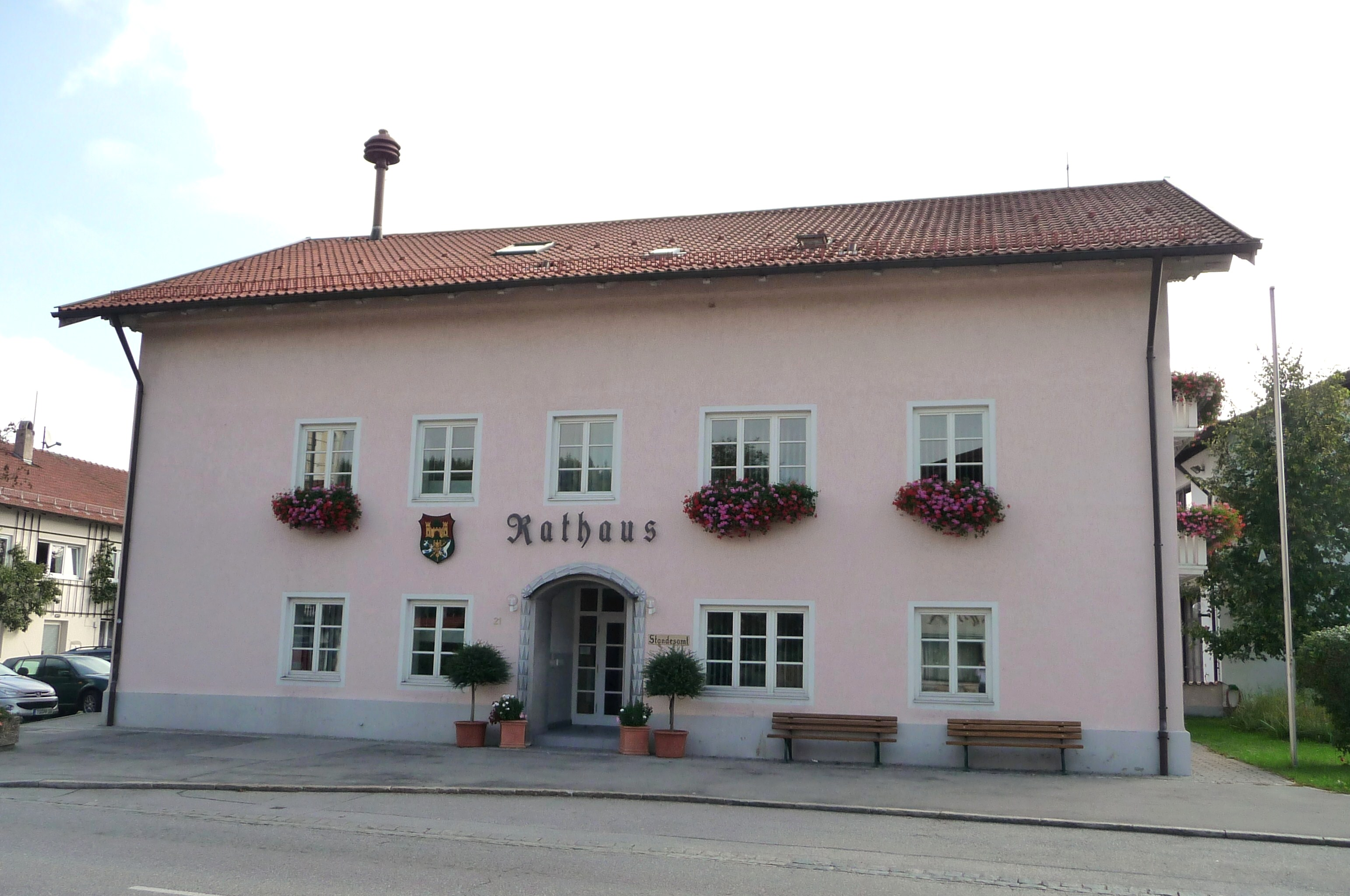
Rathaus von Altenmarkt

### Einwohnerentwicklung
Zwischen 1988 und 2018 wuchs die Gemeinde von 3178 auf 4181 um 1003 Einwohner bzw. um 31,6 %.
| Jahr      | 1961 | 1970 | 1987 | 1991 | 1995 | 2000 | 2005 | 2010 | 2015 | 2020 | 2021 |
| --------- | ---- | ---- | ---- | ---- | ---- | ---- | ---- | ---- | ---- | ---- | ---- |
| Einwohner | 3349 | 3313 | 3151 | 3371 | 3739 | 3970 | 4257 | 4297 | 4181 | 4148 | 4140 |

## Politik
- FW: 7
- CSU: 6
- SPD: 3

### Gemeinderat
Der Gemeinderat hat 16 Mitglieder. Weiteres Mitglied und Vorsitzender des Gemeinderates ist der Erste Bürgermeister. Bei der Kommunalwahl vom 15. März 2020 haben von den 3405 stimmberechtigten Einwohnern in der Gemeinde Altenmarkt an der Alz 2178 von ihrem Wahlrecht Gebrauch gemacht, womit die Wahlbeteiligung bei 63,96 % lag.
Die Mandate im Gemeinderat der Amtszeit 2020 bis 2026 verteilen sich wie folgt:
- CSU: 6 Sitze (39,72 %)
- Freie Wähler: 7 Sitze (44,37 %)
- SPD: 3 Sitze (15,91 %).

### Bürgermeister
Erster Bürgermeister ist seit 1. Mai 2008 Stephan Bierschneider (CSU). Bei der Kommunalwahl am 15. März 2020 wurde er mit 55,43 % der Stimmen gewählt.

### Wappen
|  | Blasonierung: „Geteilt; oben in Rot auf grünem Dreiberg eine goldene Burg mit zwei Zinnentürmen und offenem Tor, durch das der Stamm einer über den Torzinnen sich ausbreitenden grünen Linde zu sehen ist; unten im grünen, von einem sich deichselförmig teilenden silbernen Schräglinksbach durchflossenen Feld schräg gekreuzt ein römisches Feldzeichen, das oben mit einer goldenen Schwurhand besteckt ist, und ein goldenes Faszenbündel mit dem Liktorenbeil; im oberen der dadurch gebildeten Winkel sitzt auf einer mit S.P.Q.R. bezeichneten Tafel ein goldener römischer Legionsadler, begleitet rechts von dem Buchstaben L, links von der Zahl VII.“ |
|  | |

## Kultur und Sehenswürdigkeiten
Seit 1989 befindet sich das Café Libella im Hauptort.

### Baudenkmäler

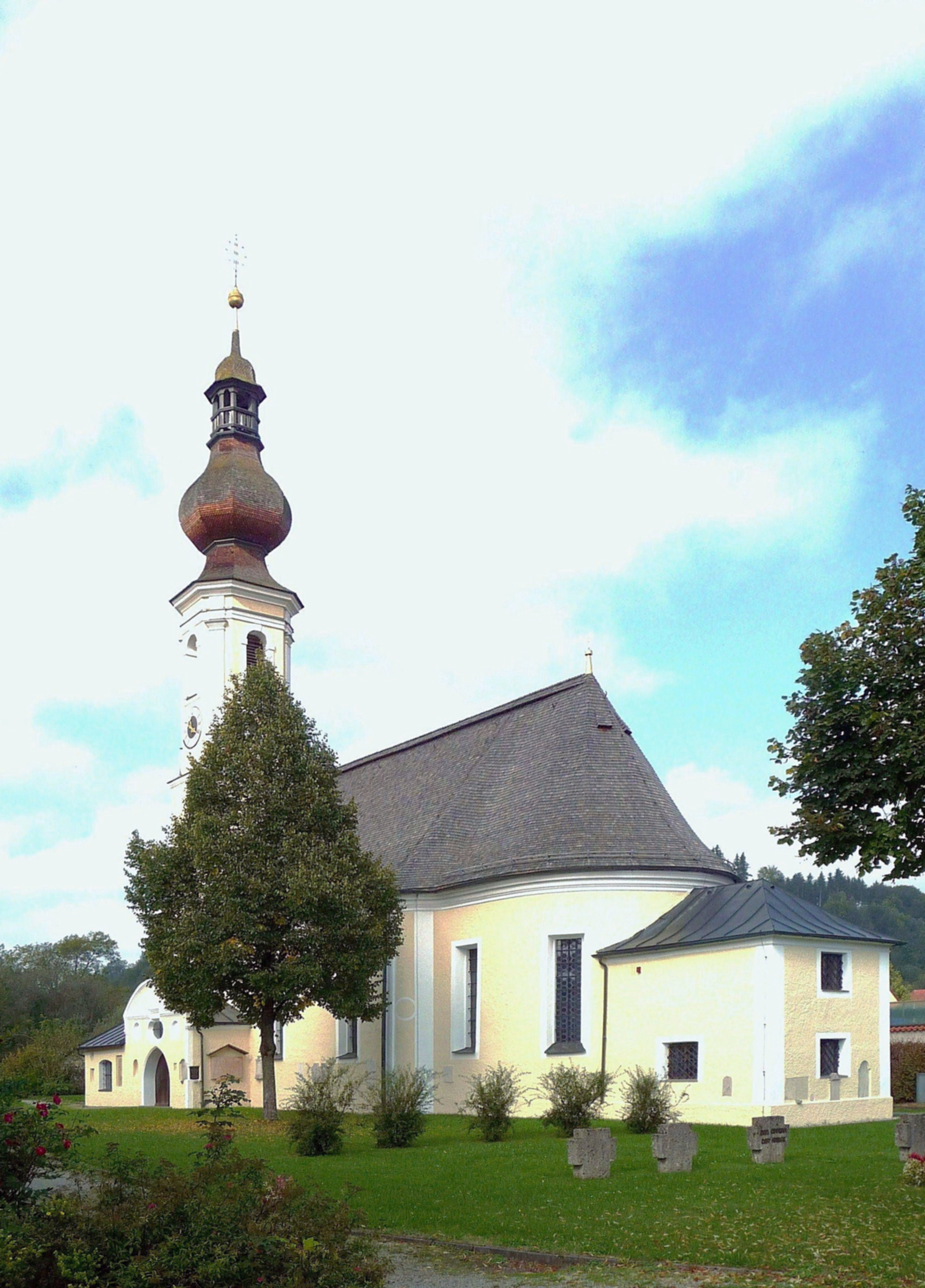
Filialkirche St. Ägidius

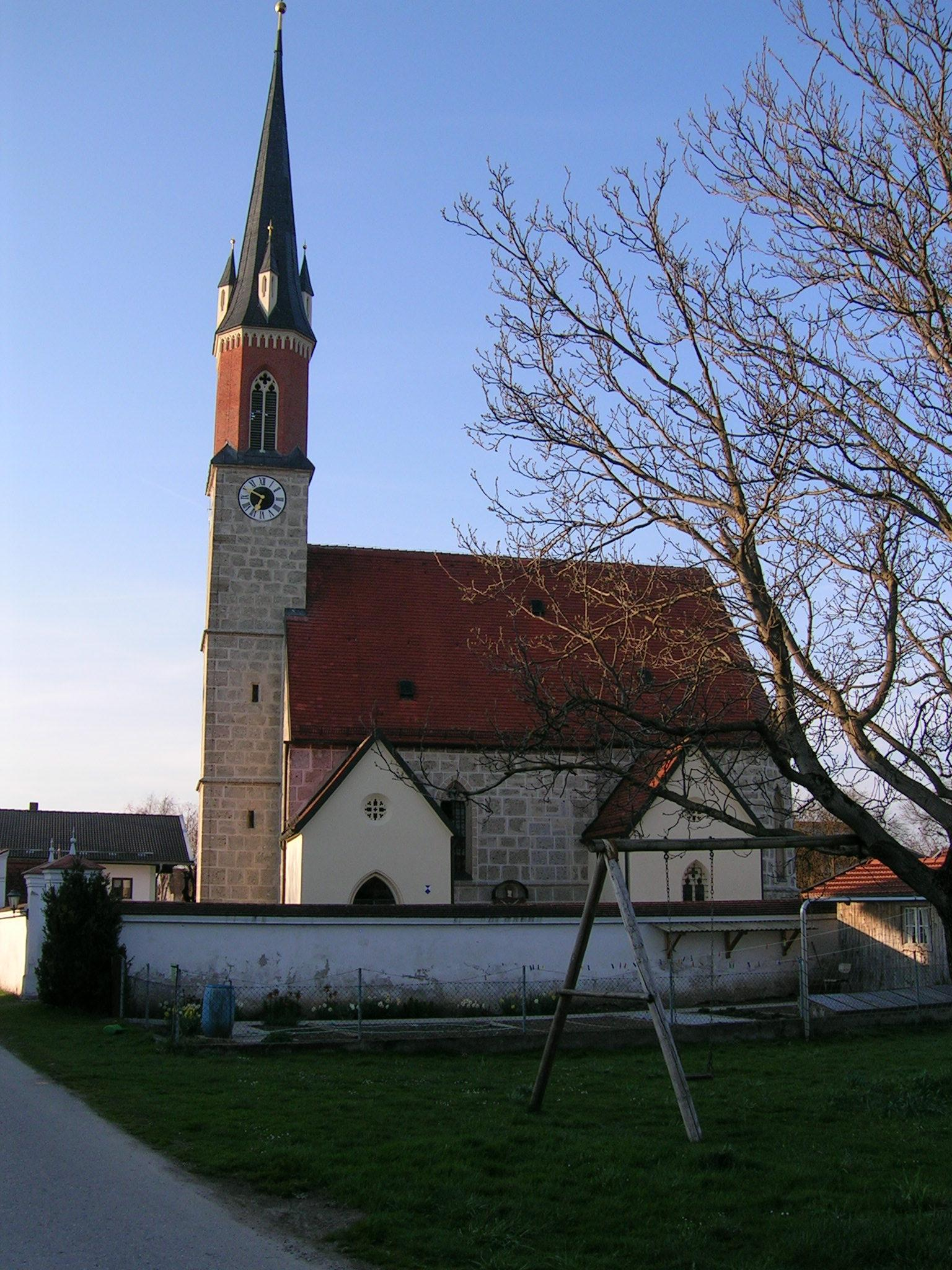
Kirche in Rabenden

- Filialkirche St. Ägidius in Altenmarkt
- Kloster Baumburg: Gebäude des ehemaligen Augustiner-Chorherrenstifts
- Pfarrkirche St. Margareta (ehemalige Klosterkirche),
- spätgotische Kirche St. Petrus und Paulus in Kirchberg,
- spätgotische Kirche St. Jakobus der Ältere im Gemeindeteil Rabenden mit dem Altar des Meisters von Rabenden,
- romanische, später barockisierte Wallfahrtskirche St. Wolfgang im Gemeindeteil Sankt Wolfgang.

### Buchenwald-Gedenkstätte
Im Ort befindet sich westlich des Chorherrenstifts Baumburg an einem Berghang eine Gedenkstätte für Soldaten aus verschiedenen Epochen, die als Buchenwald-Gedenkstätte bezeichnet wird. Sie liegt in der Nähe des Friedhofs der Gemeinde Altenmarkt.
Entstanden ist die Gedenkstätte zunächst über einem Massengrab, in dem an Epidemien gestorbene bayerische, österreichische und französische Soldaten der Schlacht von Hohenlinden (Dezember 1800) bestattet wurden. Das Chorherrenstift Baumburg wurde dabei als Lazarett genutzt, in das sich Verwundete aller beteiligten Armeen geflüchtet hatten. Aufgrund einer Typhusepidemie starben nach der Überlieferung mehr als 2000 Soldaten. Sie wurden im nahen Buchenwald in einem Massengrab beerdigt. Aufgrund der herrschenden Verwirrung wurden die Toten weder gezählt noch registriert, so dass unklar ist, wie viele Tote und welche in dem Grab bestattet wurden. Um die Erinnerung an dieses Grab wach zu halten, wurde im Jahr 1849 „auf einer Anhöhe“ über dem Massengrab an dieser Stelle eine Gedächtniskapelle im neuromanischen Stil erbaut. Weiterhin wurden an der Kapelle Gedenksteine für die Gefallenen des Krieges 1870/71 errichtet. Auch für die Toten des Ersten und des Zweiten Weltkriegs der Gemeinde wurde Gedenkkreuze errichtet. Jedes Jahr im Juni findet an der Gedenkstätte das sogenannte Buchenwaldgedenken statt.

## Wirtschaft und Infrastruktur

### Wirtschaft einschließlich Land- und Forstwirtschaft
Neben kleineren Handwerksbetrieben und dem Tourismus ist die 1945 gegründete Firma Alzmetall – Werkzeugmaschinenfabrik und Gießerei ein wichtiger Arbeitgeber in Altenmarkt.
Es gab im Jahr 2020 nach der amtlichen Statistik im Bereich der Land- und Forstwirtschaft elf, im produzierenden Gewerbe 560 und im Bereich Handel und Verkehr 411 sozialversicherungspflichtig Beschäftigte am Arbeitsort. In sonstigen Wirtschaftsbereichen waren am Arbeitsort 342 Personen sozialversicherungspflichtig beschäftigt. Sozialversicherungspflichtig Beschäftigte am Wohnort gab es insgesamt 1853. Im verarbeitenden Gewerbe gab es zwei, im Bauhauptgewerbe keine Betriebe. Zudem bestanden im Jahr 2016 38 landwirtschaftliche Betriebe mit einer landwirtschaftlich genutzten Fläche von 1525 ha und 699 ha Wald.

### Verkehr
- Altenmarkt ist Ausgangspunkt der Bundesstraße 299, die dort Anschluss zur B 304 hat.
- Traun-Alz-Bahn

### Bildung
Es gibt folgende Einrichtungen (Stand: 2021):
- zwei Kindertagesstätten: 158 genehmigte Plätze, 134 betreute Kinder,
- eine Grund- und Mittelschule mit 104 Schülerinnen und Schülern.

## Persönlichkeiten, Töchter und Söhne
- Alois Edmaier (* 1916), Philosoph und Hochschullehrer in Eichstätt
- Judith Steinbacher, geborene Rittlinger (* 1946), Grafikerin und Kinderbuchautorin
- Franz Xaver Kroetz (* 1946), Regisseur, Schriftsteller, Theaterautor und Schauspieler
- Sinda Dimroth (* 1947), Künstlerin und Autorin
- Bernhard Gallistl (* 1948), Handschriftenbibliothekar und Kunsthistoriker
- Helmut Josef Geier (* 1962), bekannt als DJ Hell